# Андреевское (Приволжский район)
Андреевское — деревня в Приволжском районе Ивановской области, входит в состав Ингарского сельского поселения.

## География
Расположена на берегу речки Таха в 6 км на юго-восток от райцентра города Приволжск.

## История
В XVII веке по административно-территориальному делению село входило в Костромской уезд в Плесский стан. По церковно-административному делению приход относился к Плесской десятине. В 1620 году в селе упоминается церковь "Андрея Критцкаго в селе Андреевском". 3 августа 1626 года село отписано на государя царя и великого князя Михаила Федоровича вотчина диака Марка Поздеева, за вины и за воровство его, село Андреевское с деревнями, а в селе церковь Иван Златоуст, да другой престол Ондрей Критцкой, а в церкви церковнаго строения деисус на краске неполные, да местной образ Иван Златоуст на краске, венец серебрян позолочен, да другой образ Ондрей Критцкий на краске, венец серебрян позолочен, да две Преч[истыя Богородицы] запрестольныя на красках, да два паникадила медные, да книг на престоле евангелие опракос на харатье, а в олтаре сосуды деревянные, а стихарь и ризы льняные ветхи, потрахель и поручье выбойка турская, да кадило медное ветхо, да апостол тетрь печатной, да октай на четыре гласы печатной, да полуустав письмяной, да половина псалтыри письмяные ветха, да половина минеи опшие писмяные ветха, да на колокольнице колокола одне зазвонные. Да в селе двор вотчинной, да во дворе поповом поп Семиен Ларионов сын попов, да 7 дворов крестьянских. В 1699 году "дан антиминс ко освящению новопостроенныя церкви Николая Чудотворца в село Андреевское, а взял антиминс тоя ж церкви поп Иаков и росписался".
Каменная Введенская церковь в селе Андреевское с колокольней и оградой была построена в 1806 году старанием прихожан. Престолов было три: в холодной в честь Введения во храм Пресвятой Богородицы, в теплой — во имя Воскресения Христова и во имя святителя Николая Чудотворца.
В конце XIX — начале XX века село входило в состав Красинской волости Нерехтского уезда Костромской губернии, с 1918 года — Иваново-Вознесенской губернии.
С 1929 года село входило в состав Красинского сельсовета Середского района Ивановской области, с 1946 года — в составе Приволжского района, с 1963 года — в составе Фурмановского района, с 1983 года — вновь в составе Приволжского района, с 2005 года — в составе Ингарского сельского поселения.

## Население
| 1872 | 1897 | 1907 | 2002 | 2010 |
| ---- | ---- | ---- | ---- | ---- |
| 294  | ↘264 | ↘240 | ↘36  | ↗39  |

## Достопримечательности
В деревне расположена недействующая Церковь Введения во храм Пресвятой Богородицы (1806)